# Todo no fue suficiente
"Todo no fue suficiente" é uma canção da dupla americana de música pop Ha*Ash. Foi lançado pela Sony Music Latin em 2 de janeiro de 2012 como single. É o terceiro single do seu álbum de estúdio A Tiempo (2011).

## Composição e desempenho comercial
Foi lançado oficialmente como o terceiro single do seu álbum de estúdio A Tiempo em 2 de janeiro de 2012. "Todo no fue suficiente" foi escrito por Ashley Grace, Hanna Nicole e Yoel Henríquez, enquanto Áureo Baqueiro produziu a música. A canção de acordo com as palavras das irmãs é sobre um relacionamento onde uma das pessoas se afasta do outro, apesar de tudo o que ela lhe deu. A pista reflete o divórcio de seus pais. A canção atingiu a quarta posição da mais ouvida nas rádios do México.

## Vídeo musical
O vídeo musical de "Todo no fue suficiente" foi gravado ao vivo para o álbum A Tiempo (DVD) foi lançado em 1 de agosto de 2011 na plataforma YouTube no canal oficial de Ha*Ash. O vídeo mostra as irmãs tocando a música ao vivo. Em 2012, uma versão ao vivo foi regravada, desta vez em concerto e integrada na edição especial do álbum. O videoclipe oficial de "Todo no fue suficiente", foi lançado em 23 de Fevereiro de 2012.

### Versão En vivo
O videoclipe gravado para o álbum ao vivo En vivo, foi lançado em 6 de dezembro de 2019. O vídeo foi filmado em Auditório Nacional em Cidade do México, no dia 11 de novembro de 2018.

## Desempenho nas tabelas musicais
| Tabela musical (2012)             | Maior posição |
| --------------------------------- | ------------- |
| México - (Mexico Espanol Airplay) | 11            |
| México - (Mexico Airplay)         | 2             |
| México - (Monitor Latino)         | 4             |

| Tabela musical 2012       | Posição |
| ------------------------- | ------- |
| México - (Monitor Latino) | 5       |

## Prêmios
| Ano  | Cerimônia | Nomeação          | Resultado |
| ---- | --------- | ----------------- | --------- |
| 2012 | VEVO      | 100 000 000 views | Venceu    |

## Histórico de lançamento
| Região       | Data                 | Formato          | Gravadora        | Ref.  |
| ------------ | -------------------- | ---------------- | ---------------- | ----- |
| Mundialmente | 2 de janeiro de 2012 | Digital download | Sony Music Latin | [ 1 ] |